# Trauma (romanzo)
Trauma (When the Bough Breaks) è il primo romanzo giallo dello scrittore statunitense Jonathan Kellerman, pubblicato nel 1985. In Italia è stato pubblicato prima dalla casa editrice Interno Giallo nel 1991, in seguito da Mondadori sia nella collana Oscar nel 1993 sia nella collana il Giallo Mondadori. Il romanzo nel 1996 ha vinto il Premio Edgar per la migliore opera d'esordio.

## Trama
Il dottor Morton Hander esercitava uno strano tipo di psichiatria. Tra le sue specializzazioni figuravano frode, estorsione, abuso sessuale.  Ma Hander ora paga per questi peccati con una morte violenta, assassinato brutalmente nel suo lussuoso appartamento di Pacific Palisades, a Los Angeles.  La polizia non ha indizi, eccetto ad una probabile testimone: la bambina di sette anni Melody Quinn.
A causa del trauma subito, Melody si è però chiusa in un completo mutismo. Toccherà ad Alex Delaware, giovane consulente psicologo, e al suo amico gay detective Milo Sturgis, il compito di avvicinarla, aiutarla e farla parlare del terribile episodio. La bambina all'improvviso scompare e Alex si troverà coinvolto in una situazione molto pericolosa, che lo riporterà ad un traumatico passato e a violenti ricordi.

## Edizioni
- Jonathan Kellerman, Trauma, I ed., Interno Giallo, 1991,  p. 294, ISBN 88-356-0082-0.
- Jonathan Kellerman, Trauma, traduzione di Robert A. Landon, collana Oscar Mondadori, Mondadori, 1993,  p. 294, ISBN 978-88-04-37665-1.
- Jonathan Kellerman, Trauma, traduzione di Robert A. Landon, collana Il Giallo Mondadori, n. 2500, Mondadori, 1996,  p. 377.